# Anatol Rapoport
Anatol Rapoport, oroszul: Анато́лий Бори́сович Рапопо́рт (Oroszország, 1911. május 22. – Toronto, 2007. január 20.) zsidó származású, orosz születésű, amerikai matematikai pszichológus. Részt vett az általános rendszerek elméletének megalkotásában, a matematikai biológia kutatásában, és a társadalmi interakciók matematikai modellezésében, valamint a fertőzések sztochasztikus modellezésében.

## Életútja
Rapoport az oroszországi Lozоvayaban született, 1922-ben kivándorolt az Egyesült Államokba, ahol 1928-ban megkapta az állampolgárságot. Chicagóban kezdte zenei tanulmányait, majd zongorával, karmesterkedéssel és komponálással folytatta a bécsi Hochschule für Musik-on, ahol 1929-től 1934-ig tanult. A nácizmus előretörése következtében azonban képtelen volt munkát találni, mint zongorista.
A matematika irányába fordult, PhD fokozatot szerzett matematikából Otto Schilling és Abraham Adrian Albert irányítása alatt a Chicagói Egyetemen 1941-ben, diplomamunkájának címe: Előírt aritmetikájú nem-Abeli testek konstrukciója (Construction of Non-Abelian Fields with Prescribed Arithmetic). A Toronto Globe és a Mail szerint három évig az Amerikai Kommunista Párt tagja volt, de kilépett mielőtt jelentkezett volna az Egyesült Államok Légi Hadtestébe, 1941-ben.
Alaszkában és Indiában szolgált a második világháború alatt. A háború után belépett a Matematikai biológia bizottságba a Chicagói Egyetemen (1947–1954). 1950-ben kiadta első könyvét, a Science and the Goals of Man-t, melyet a szemantista S. I. Hayakawaval közösen írtak. Egyéves ösztöndíjat kapott a nagy presztízsű Viselkedéstudományok emelt szintű kutatócentrumába (Stanford Egyetem, Kalifornia).
1955-től 1970-ig Rapoport a matematikai biológia professzora és vezető kutató matematikus volt a Michigan Egyetemen, emellett 1955-ben alapító tagja volt a Mentálhigiénés Kutatóintézetnek (MHRI), szintén a Michigan Egyetemen. 1970-ben Rapoport Torontóba költözött, hogy elkerülje az USA Vietnámmal kapcsolatos propagandáját. A matematika és a pszichológia professzora volt a Torontói Egyetemen, 1970-1979 között. Bukolikus, a Wychwood Parkra néző lakásban élt Torontóban, Marshall McLuhan szomszédságában. Amikor nyugdíjba vonult a Torontói Egyetemről, az emelt szintű tudományok intézetének igazgatója lett 1983-ig.
1954-ben Rapoport és társai, Ludwig von Bertalanffy, Ralph Gerard, és Kenneth Boulding megalapították az Általános Rendszerkutató Társaságot, melynek Rapoport lett az elnöke 1965-ben. 
Rapoport Torontóban halt meg, tüdőtályog következtében. Hátrahagyta feleségét, Gwent, lányát Anya-t, és fiait, Alexandert és Anthonyt.

## Munkássága
Részt vett az általános rendszerek elméletének megalkotásában, a matematikai biológiában, és a társadalmi interakciók matematikai modellezésében, valamint a fertőzések sztochasztikus modellezésében.
Tanulmányaiban, a játékelmélet, a szociális kapcsolatrendszer és a szemantika területén egyesítette matematikai tapasztalatait pszichológiai tudásával.
Rapoport kiszélesítette ezeket az értelmezéseket a pszichológiai konfliktusokra, a nukleáris leszerelésre és internacionális politikára is. Önéletrajza, a Bizonyosságok és Kétségek : Egy Élet Filozófiája (Certainties and Doubts: A Philosophy of Life), 2001-ben jelent meg.

### Játékelmélet
Rapoport sokoldalú érdeklődésének köszönhetően sokoldalú kutatásokat folytatott a matematika, pszichológia, biológia, játékelmélet és a szociális kapcsolatrendszer analízisének, valamint a béke és konfliktus tanulmányozásának terén. Például úttörő volt a parazitáskodás és szimbiózis modellezésében, a kibernetikus teóriát kutatva. Ez adott fogalmi alapot az egész életén át tartó kutatásának a konfliktus és együttműködés terén.
Sok jól ismert könyve jelent meg a harcok, játékok, erőszak és béke területek kapcsán, például Rapaport volt a szerzője több mint 300 cikknek, a Kétszemélyes Játékelméletnek (1966), és az N-személyes játékelméletnek (2001). Olyan versenyeket elemzett, ahol több, mint két egymásnak ellentmondó érdek volt, úgy, mint háborúban, diplomáciában, pókerben vagy alkudozásban. Ez a munkája a béke kutatásához vezetett (lásd lentebb), és olyan könyvekhez, mint Az erőszak forrásai (1989) és Béke, egy idea, aminek eljött az ideje (1993). Mindkettőt a Torontói Egyetemen írta.
Az 1980-as években megnyert egy számítógépes versenyt, Robert Axelrod The Evolution of Cooperation (Az együttműködés evolúciója) műve alapján. Arra törekedett, hogy megértse, hogyan alakult ki az együttműködés az evolúció során. A program lényege, hogy a siker érdekében együtt kell működni az ellenféllel. A Peace Magazine írója és szerkesztője, Metta Spencer szerint, a program "megbüntette a másik játékost az önző viselkedésért és megjutalmazta a kooperatív viselkedésért a másikat, de a büntetés csak addig tartott, ameddig az önző viselkedés tartott.
A gyermekei szerint jó sakkjátékos, de rossz póker játékos volt, mert non-verbális kommunikációja mindig elárulta a kezében lévő lapok erősségét.

### Szociális hálózatok elemzése
Anatol Rapoport ennek az egyik korai kidolgozója volt. Eredetileg azon dolgozott, hogy kimutassa, hogy a nagy hálózatokat mérni lehet az őket átfogó nyomok és áramlások profiljának megalkotásával. Ez lehetővé teszi, hogy megismerjük az erőforrások – beleértve az információkat is – elosztásának sebességét és azt, hogy mi gyorsítja vagy akadályozza ezeket a folyamatokat (úgy, mint a rassz, a nemi, szocioökonómiai státusz, távolság, rokonság. Ez a munka összekapcsolta a szociális hálózatokat az innováció terjedésével, és tág értelemben az epidemiológiával. Rapoport empirikus munkássága felvázolta az információ terjedését egy iskolában. Megelőzte a szeparáció hat fokozatának tanulmányozását azzal, hogy megmutatta az információ gyors terjedését egy populációban az iskola majdnem minden tagjára.

### A konfliktus és a béke stúdiumai

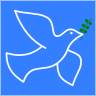

A második világháború után erősödtek Rapoport háborúellenes nézetei, ellene volt az USA Vietnám elleni háborújának. A nyilvánosság előtt is vállalta nézeteit. Író- és szerkesztőtársaival együtt aláírta a háborúellenes tiltakozást 1968-ban.
Torontóban 1970-ben civil szervezetek segítségével kurzust alapított a konfliktus és a béke témakörének programjával. Interdiszciplináris (matematika, politika, pszichológia, filozófia, tudomány, szociológia) megközelítésben adta elő a témát. Békéért való előadásait, tanulmányait méltó tudományos törekvés hatotta át. Rapoportnak 12 hallgatója volt, ma már három tanárral és kilencven hallgatóval működik a program.
Rapoport sokoldalú műveltsége, nagyvonalú szelleme, humora, a diákokkal való törődése, szuggesztív előadásmódja biztosította a program sikerét.
Békéért küzdő nemzetközi (NGO, Non-governmental organization, azaz nem kormányzati) szervezetekben sokat cselekedett a nukleáris konfliktus megelőzéséért. 1976-ban Lenz International Peace Research Prize (Lenz Nemzetközi Békekutató-díj) kitüntetésben részesült.

## Publikációk (válogatás)

### Könyvek
- 1950, Science and the Goals of Man, Harper & Bros., New York
- 1953, Operational Philosophy: Integrating Knowledge and Action, Harper & Bros., New York
- 1960, Fights, Games, and Debates, University of Michigan Press, Ann Arbor
- 1975, Semantics, Crowell, 1975[15]
- 1989, The Origins of Violence: Approaches to the Study of Conflict, Paragon House, New York
- 2000, Certainties and Doubts : A Philosophy of Life, Black Rose Books, Montreal, 2000: His autobiography

### Cikkeiből
- 1953, "Spread of information through a population with sociostructural bias: I. Assumption of transitivity." in: Bulletin of Mathematical Biophysics, 15, 523-533.
- 1956, with Ralph W. Gerard and Clyde Kluckhohn, "Biological and cultural evolution: Some analogies and explorations". Behavioral Science 1: 6-34.
- 1957, "Contribution to the Theory of Random and Biased Nets." in: Bulletin of Mathematical Biology 19:257-77.
- 1960 with W.J. Horvath, "The theoretical channel capacity of a single neuron as determined by various coding systems", in: Information and Control, 3(4):335-350.
- 1963, "Mathematical models of social interaction". In R. D. Luce, R. R. Bush, & E. Galanter (Eds.), Handbook of Mathematical Psychology (Vol. II, pp. 493–579). New York, NY: John Wiley and Sons
- 1966, Two-person game theory: the essential ideas. Ann Arbor, University of Michigan Press
- 1974, with Lawrence B. Slobodkin, "An optimal strategy of evolution". Q. Rev. Biol. 49:181-200
- 1979, "Some Problems Relating to Randomly Constructed Biased Networks." Perspectives on Social Network Research:119-164.
- 1989, with Y. Yuan, "Some Aspects of Epidemics and Social Nets." Pp. 327–348 in The Small World, ed. by Manfred Kochen. Norwood, NJ: Ablex

### Róla szóló irodalomból
- Ron Csillag,"Anatol Rapoport, Academic 1911-2007." Toronto Globe and Mail, January 31, 2007, p. S7
- Chesmak Farhoumand-Sims, "Memories of Anatol Rapoport." Peace Magazine, April 2007, p. 14
- Alisa Ferguson, "Rapoport was Renowned Mathematical Psychologist, Peace Activist." University of Toronto Bulletin, February 20, 2007

## Fordítás
- Ez a szócikk részben vagy egészben  az   Anatol Rapoport című angol Wikipédia-szócikk fordításán alapul.  Az eredeti cikk szerkesztőit annak laptörténete sorolja fel. Ez a jelzés csupán a megfogalmazás eredetét és a szerzői jogokat jelzi, nem szolgál a cikkben szereplő információk forrásmegjelöléseként.